# فردیناند چهارم

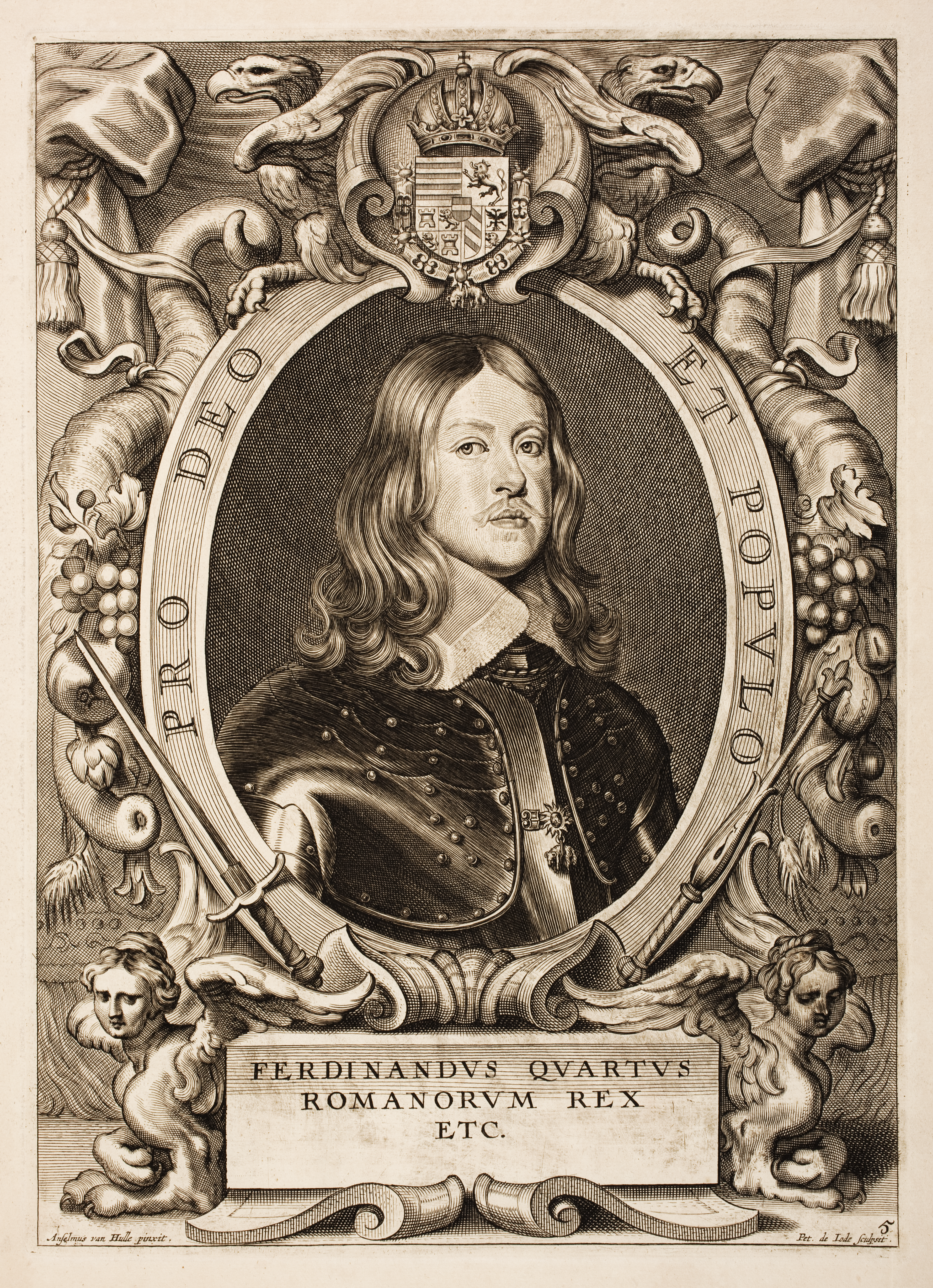
نگاره‌ای از فردیناند چهارم در موزه تاریخ هنر وین

فردیناند چهارم (آلمانی:Ferdinand IV، مجاری:IV. Ferdinánd)(زادهٔ ۸ سپتامبر ۱۶۳۳- مرگ ۹ ژوئیهٔ ۱۶۵۴) پادشاه رومن‌ها، پادشاه مجارستان و بوهم بود. 
او پسر فردیناند سوم، امپراتور مقدس روم از همسر نخستش ماریا آنا بود. نیای مادری او فلیپه سوم، پادشاه اسپانیا بود. او همچنین برادر بزرگتر لئوپولد یکم، امپراتور مقدس روم بود. او در ۱۶۴۶ به پادشاهی بوهم و سال پس از آن به پادشاهی مجارستان رسید. در ۱۶۵۳ میلادی به عنوان پادشاه رومن‌ها رسید تا زمینه برای رسیدنش به مقام امپراتور مقدس روم فراهم شود، ولی بیماری آبله او را زودتر از پدر از پای درآورد. در نتیجه تاج امپراتور مقدس روم برادر کوچکتر او لئوپولد گردید. مرگ او در وین رخ‌داد.